# Ni una menos
Ni una menos (en français : « Pas une de moins ») est le nom sous lequel se sont rassemblées les manifestations massives du 3 juin 2015 et 2016 qui ont eu lieu dans plusieurs villes d’Argentine, et dans d'autres pays de la région comme l'Uruguay (2015), le Chili et le Pérou (2016), et l'Espagne (2015) pour protester contre les violences faites aux femmes, notamment les féminicides.

## Origine
En 1995, Susana Chávez a écrit un poème contenant le vers « Ni una muerta más » (« Pas une morte de plus ») pour protester contre la récurrence des meurtres de femmes de Ciudad Juárez. La poètesse a elle-même été assassinée en 2011 en raison de son combat pour les droits des femmes. Un groupe d’autrices, d’artistes et de journalistes militantes a repris cette expression pour en faire « Pas une de moins » — un cri pour dire « non » à ne serait-ce qu’une femme de plus victime de féminicide — qui est devenue le mot d’ordre de la mobilisation.

## Mobilisation
Étant donné la situation alarmante des féminicides en Argentine, un groupe de femmes a organisé un premier marathon de lecture sur la place Boris Spivacow de Buenos Aires le 26 mars 2015. La découverte du cadavre de Daina García coïncidait jour pour jour avec la disparition dix années plus tôt de l’étudiante de Neuquén, Florencia Pennacchi, alors qu’elle sortait de chez elle. Il s’agissait de sensibiliser l’opinion publique à la problématique et de mettre un frein au compteur de féminicides qui, en 2015, a atteint le chiffre de 286.
Peu après, l’assassinat de Chiara Páez a provoqué une nouvelle mobilisation face au Congrès de la nation le 3 juin 2015. Bien que son organisation ait initialement été prise en charge par Marcela Ojeda, Ingrid Beck, Mercedes Funes, Ana Correa, Soledad Vallejos, Valeria Sanpedro, Micaela Libson, Hinde Pomeraniec, Marina Abiuso et Florencia Etcheves, elles ont très vite été secondées par des groupes féministes et l’initiative a été relayée par les revues féministes puis soutenue par des femmes et des hommes indistinctement. À l’origine, il s’agissait d’un rassemblement féministe, mais la question est rapidement devenue virale jusqu’à prendre une transcendance internationale. La mobilisation s’est faite principalement au moyen des réseaux sociaux. De nombreuses personnalités publiques y ont adhéré tels que des acteurs et actrices, des sportifs et sportives, des dirigeants et dirigeantes politiques, des ONG, des syndicats et autres personnalités médiatiques.
Une nouvelle mobilisation a eu lieu le 3 juin 2016 avec une nouvelle consigne ajoutée au cri initial de niunamenos à savoir : vivasnosqueremos (de l’espagnol : « nous voulons rester vivantes ») en raison des 66 féminicides comptabilisés durant les 100 premiers jours de cette année 2016.
L’objectif vise à mettre en évidence la situation alarmante de la violence contre les femmes et en particulier le meurtre. Les principales revendications souhaitent en finir avec ces comportements et réclament la mise en place des instruments pertinents et indispensables pour y parvenir.

## Répercussion
Des manifestations massives ont eu lieu au même moment dans plus de cent villes. À Buenos Aires, l’appel à se réunir sur la place du Congrès a été entendu par plus de 300 000 personnes.